# Thierry Barthes
Thierry Barthes est un réalisateur français né le 18 avril 1960.

## Biographie
Thierry Narthes a coréalisé ses films avec Pierre Jamin. Deux de leurs courts métrages, Râ et Fourmi chérie, ont été présentés au Festival de Cannes dans la sélection Perspectives du cinéma français, en 1984 et 1986.

## Filmographie

### Cinéma
Coréalisateur : Pierre Jamin
Courts métrages
- 1984 : Rä
- 1986 : Fourmi chérie
- 1992 : P'pa

Long métrage
- 1998 : Charité biz'ness

### Télévision
- 1998 : Les Guignols de l'info
- 2000 : Déviations